# Alberto Iniesta
Alberto Iniesta Jiménez (Albacete, 4 de enero de 1923-ibíd, 3 de enero de 2016) fue un clérigo español.

## Biografía
Se licenció en Teología por la Universidad Pontificia de Salamanca en 1958, año en que fue ordenado sacerdote. Fue superior del Seminario Diocesano de la diócesis de Albacete entre 1958 y 1972, cuando fue nombrado obispo auxiliar de Madrid el 5 se septiembre de 1972. Consagrado el 22 de octubre del mismo año por Vicente Enrique y Tarancón, Ireneo García Alonso y José Delicado Baeza. Ocupó este puesto hasta que se le aceptó la renuncia el 5 se abril de 1998, pasando a ser obispo auxiliar emérito de Madrid. Desde entonces residió en Albacete, su diócesis natal, donde falleció.
Fue conocido como "El obispo rojo de Vallecas" por sus discurso incómodo para el nacionalcatolicismo franquista. El momento más mediático de esta ruptura llegó en 1974, con la anulación por parte del gobierno de la convocatoria una "Asamblea Conjunta de Cristianos en Vallecas".

## Obras
- Vocación y futuro, 1972, editorial Confer.
- Anunciar a Jesucristo en la España de hoy, 1988, ediciones HOAC.
- Memorándum. Ayer, hoy y mañana de la Iglesia en España, 1989, Desclée de Brouwer.